# ČSD-Baureihe T 334.0
Die Fahrzeuge der ČSD-Baureihe T 334.0 (ab 1988: Baureihe 710) sind dieselhydraulische Lokomotiven für den mittelschweren Rangierdienst der Tschechoslowakischen Staatsbahnen (ČSD).

## Geschichte
Zunächst entstanden drei Versuchslokomotiven, bei denen die Verwendung des Dieselmotores 12 V 170 DR, der sich bei den Motortriebwagen der Reihe M 262.0 bereits bewährt hatte, in Verbindung mit einem hydraulischen Getriebe im praktischen Betrieb getestet wurde. Diese Vorauslokomotiven der Reihe T 304.0, T 306.0 und T 324.0 entstanden 1957. Aus ihnen wurde von der Firma ČKD Praha nach Behebung einiger Mängel die 1961 zuerst gefertigte T 334.0 entwickelt.
Entgegen den Vorauslokomotiven wurde bei dieser Konstruktion der Dieselmotor mit dem Getriebe H 350 Lr von ČKD verwendet, was eine größere Geschwindigkeit von 60 km/h ermöglichte. Dieses Getriebe besitzt einen Rangiergang für 30 km/h und einen Streckengang für 60 km/h. Die Kraftübertragung erfolgt über Gelenkwellen auf die Achsen.
Von 1961 bis 1966 entstanden bei ČKD Praha insgesamt 325 Lokomotiven für die ČSD, größere einheimische Industriebetriebe und für den Export in die DDR (71 Stück) sowie nach Rumänien und Indien. Von 1966 bis 1968 wurden 120 Lokomotiven bei SMZ Dubnica nachgeliefert (unter anderem nach Ungarn). In den Jahren 1969–1973 wurden nochmals 131 Lokomotiven bei Turčianska strojarne n. p. Martin für den heimischen Bedarf und den Export gefertigt.
Die Maschinen waren im mittelschweren Rangierdienst überall anzutreffen. Auf Grund ihres grünen Anstriches bekamen sie den Spitznamen „Rosnička“ (deutsch: Laubfrosch). 1988 erhielten sie die neue Bezeichnung 710. Bei den Staatsbahnen standen die Lokomotiven lediglich 20 Jahre im Einsatz, da sie durch ihren harten Lauf nicht sonderlich beliebt waren und zu Entgleisungen neigten. Da die Maschinen vom Rahmen her sehr robust ausgeführt waren, wurden etliche von der ČD und der ZSSK ab 1995 unter Erneuerung der Maschinenanlage und der Aufbauten rekonstruiert. Das führte zur Baureihe 711. Die Baumusterlokomotive T 334.001 ist im Originalzustand im Depot Bratislava erhalten.
Als Reihe T 334.0 wurden vor dieser Maschine einige nach 1945 im Bereich der ČSD verbliebene Wehrmachtsdiesellokomotiven bezeichnet, die bis 1957 im Betrieb bei den ČSD standen und danach an Privatbetriebe verkauft wurden.

### Rekonstruktion zur Baureihe 711

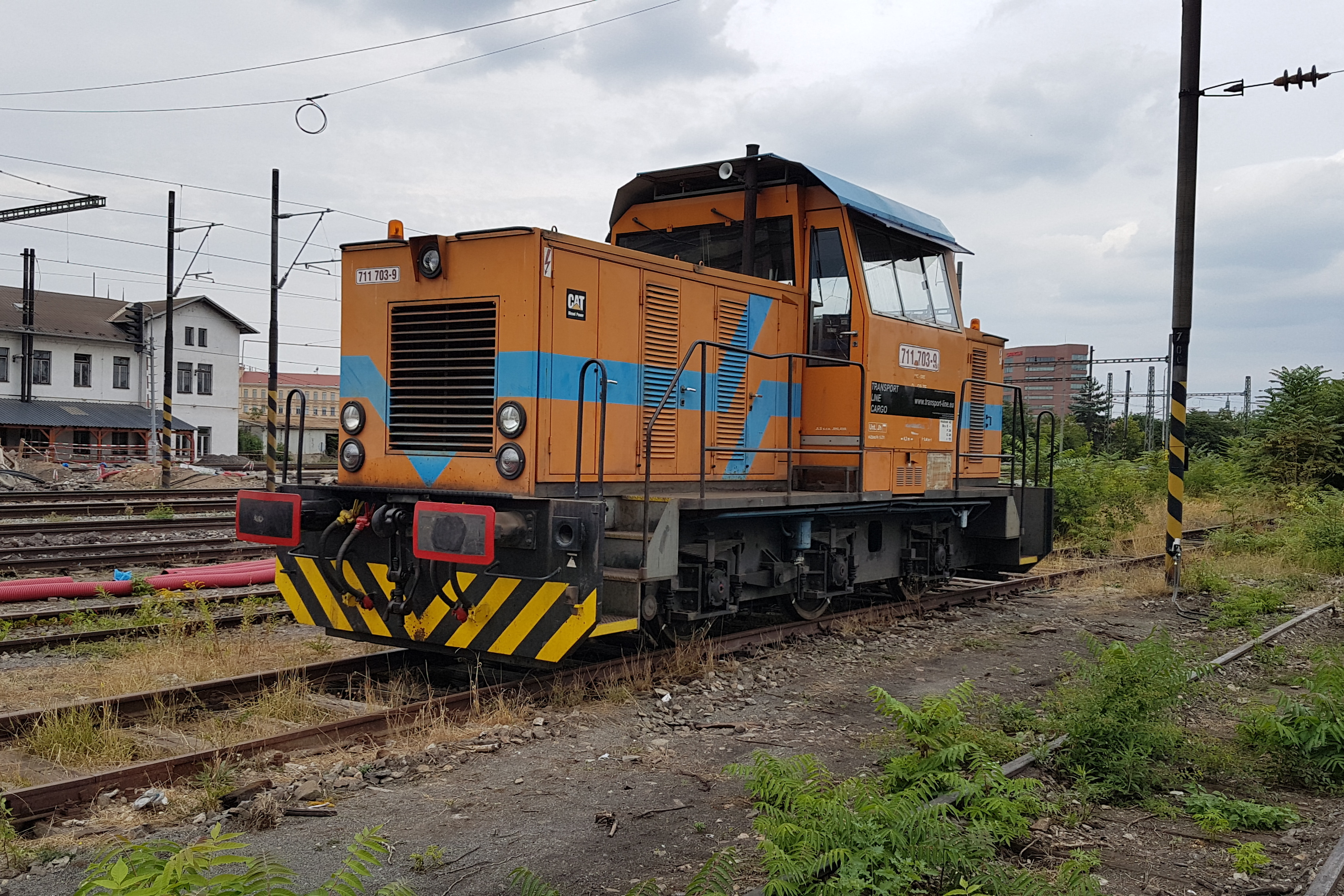
Foto der umgebauten Lokomotive 711.703 in Brno dolni nádraží

Unter Verwendung des Rahmens der Lokomotiven entstand in den 1990er Jahren mit neuem Aufbau und Maschinenanlage in den verschiedenen Werken die rekonstruierten Maschinen, die stellenweise ein völlig anderes Aussehen hatten. Zum Umbau wurden ausschließlich  in Betrieben eingesetzte Maschinen verwendet.
Den Umbau führten die Werke ŽOS Nymburk, ŽOS Praha Bubny und JLS Jihlava in Tschechien durch, in der Slowakei umgebaute Lokomotiven wurden bei ŽOS Zvolen umgebaut. Die in Tschechien umgebauten Lokomotiven erhielten die neue Bezeichnung 711 mit einer Unternummer je nach eingebautem Motor. Die in der Slowakei umgebauten Lokomotiven wurden als T 334.1 mit der ursprünglichen Betriebsnummer bezeichnet, von der Slowakei umgebaute, aber nach Tschechien gelieferte Lokomotiven wurden als 711 mit der ursprünglichen dreistelligen Betriebsnummer geliefert. Außerdem gab es noch sieben Lokomotiven von der JLS Jihlava, die als elektrisch angetriebene Verschiebegeräte mit Funkfernsteuerung umgebaut wurden. Die umgebauten Geräte wurden mit MPZ 40 + Inventarnummer bezeichnet.